# Manfred Schütze (Fußballspieler)
Manfred Schütze (* 19. April 1943 in Salza/Nordhausen) ist ein ehemaliger deutscher Fußballspieler. In der DDR-Oberliga, der höchsten Spielklasse im DDR-Fußball, war er für den ASK/FC Vorwärts Berlin und den Halleschen FC Chemie aktiv. Mit Vorwärts Berlin wurde er 1965 und 1966 DDR-Fußballmeister.

## Sportliche Laufbahn
In der Kindermannschaft der Betriebssportgemeinschaft (BSG) Empor in seinem Geburtsort Salza begann Manfred Schütze seine fußballerische Karriere. Als Siebenjähriger kam er 1950 zur BSG Motor Nordhausen, wo er bis 1962 alle Nachwuchsabteilungen durchlief. In der Saison 1961/62 gehörte er zur 1. Mannschaft der BSG, die den Aufstieg aus der drittklassigen II. DDR-Liga in die DDR-Liga schaffte. Im Frühjahr 1962 wurde er Soldat in der Nationalen Volksarmee (NVA) und erhielt die Möglichkeit, beim ASK Vorwärts Berlin, dem zentralen Sportklub der NVA, weiterhin Fußball zu spielen. Nachdem er 1962/63 nur in der Reservemannschaft gespielt hatte, bestritt er in der Saison 1963/64 seine ersten beiden Punktspiele für die Oberligamannschaft des ASK. Obwohl Schütze bis 1967 beim ASK, dessen Fußballsektion 1966 in den FC Vorwärts Berlin überführt wurde, blieb, gelang es ihm nicht, sich in die Stammelf zu spielen. Als Vorwärts in den Spielzeiten 1964/65 und 1965/66 DDR-Fußballmeister wurde, war Schütze nur mit sechs bzw. acht Einsätzen beteiligt. Trotzdem wurde er im September 1964 in einem Länderspiel der DDR-Nachwuchsnationalmannschaft aufgeboten. Seine beste Saison absolvierte er 1966/67, als er in zehn Punktspielen aufgeboten wurde. Im Laufe der Saison 1967/68 verließ Schütze nach 26 Oberligaeinsätzen mit sieben Toren den FC Vorwärts Berlin und schloss sich dem Oberligisten Hallescher FC Chemie an. Dort wurde er noch am letzten Oberligaspieltag als Einwechselspieler eingesetzt. In den beiden folgenden Spielzeiten konnte sich Schütze in der Hallenser Oberligamannschaft nicht durchsetzen. Saisonübergreifend wurde er nur in 19 Punktspielen aufgeboten, in denen er nur sechsmal in der Startelf stand. Als Stürmer eingesetzt kam er nur einmal zum Torerfolg. Zur Saison 1970/71 kehrte Schütze nach Nordhausen zurück und schloss sich wieder der DDR-Liga-Mannschaft der BSG Motor an. Dort gelang es ihm sofort, sich zum Stammspieler zu etablieren. In den sechs Spielzeiten bis 1975/76 versäumte er von den 140 ausgetragenen Punktspielen lediglich vier Partien und wurde in jeder Saison Torschützenkönig der Nordhäuser. Im Alter von 33 Jahren nahm er 1976/77 seine letzte Saison als Fußballspieler in Angriff. Noch einmal kam er in zwölf DDR-Liga-Spielen zum Einsatz und erzielte seine zwei letzten Tore. Als er im Sommer 1977 seine Fußballkarriere beendete, wies seine Bilanz 46 Oberligaspiele mit acht Toren sowie 148 DDR-Liga-Spiele mit 69 Toren auf. Anschließend wurde er bei Motor Nordhausen Nachwuchstrainer, in den 1980er Jahren betreute er die FSG Salza, mit der er den Aufstieg in die Bezirks- und Landesklasse schaffte. Später hatte er mehrere Funktionärsposten im Nordhäuser Fußball inne.